# 白銀週
白銀週（日语： Shirubā Wīku，和製英語：Silver week）是日本在秋季9月下旬的一個連續假期，得名呼應於春季4月下旬的黃金週，所以也有「第二黃金週」之稱，不過白銀週並非和黃金週一樣是每年都會出現的。
日本在9月下旬有兩個節日，一為9月第3個星期一的敬老日（敬老の日）與9月23日前後的秋分（秋分の日）。由於敬老日為週一，必接於週休二日之後，所以最少會有3天的連續假期；若當年的秋分節與敬老節之間只間隔一日，則間隔的一日依祝日法第3條第2項之規定也會成為假日（通稱為國民的假日），所以就變成了5天連續假期。由於白銀週出現的頻率不高，所以也有人戲稱為「白金週」（／ Puratina Wīku、Platinum week）。
假設現行的祝日法規定未變動時，21世紀有下列白銀週：
- 9月19日至23日

2009年、2015年、2026年、2037年、2043年、2054年、2071年、2099年
- 9月18日至22日

2032年、2049年、2060年、2077年、2088年、2094年